# 六三法

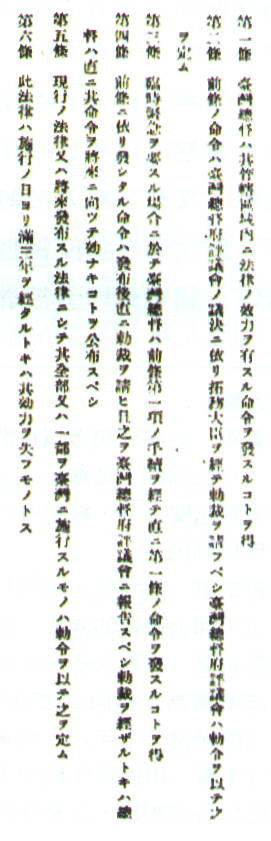
六三法條文

《臺灣施行法令相關法律》（日语：〔〕），是1896年（明治二十九年）3月31日大日本帝国國會公布第六十三號法律，簡稱《六三法》。該法律特別賦予臺灣總督律令制定權，在其管轄區域內得發布具有法律效力之命令（律令），而且臨時緊急命令可不經中央主管機關呈請天皇裁決而立即發布。
《六三法》原定期限是三年，延期至1906年才經修訂為《三一法》，但臺灣總督仍保有「律令制定權」。

## 條文
日本接收臺灣第二年（1896年，明治二十九年）国会公布法律第六十三號《臺灣施行法令相關法律》，簡稱「六三法」。
| 原文 | 中譯 |
| ---- | --- |
|      | 明治二十九年三月三十日 法律第六十三號（官報 三月三十一日） 第一條 臺灣總督在其管轄區域內，得發布具法律效力之命令。 第二條 前條命令，應由臺灣總督府評議會之議決，經拓殖大臣奏請敕裁。臺灣總督府評議會之組織，以敕令定之。 第三條 在臨時緊急時，臺灣總督得不經前條第一項之手續，即時發布第一條之命令。 第四條 依前條所發布之命令，發布後須立即奏請敕裁，且向臺灣總督府評議會報告。如不得敕裁者，總督須即時公佈該命令今後無效。 第五條 現行法律或將來應頒佈之法律，如其全部或一部有施行於臺灣之必要者，以敕令定之。 第六條 此法自施行之日起，經滿三年失效。 |

## 影響
在日本本國，立法是帝國議會的權力，而且只有天皇可以發布緊急命令代替法律。然而，在臺灣，總督卻名正言順的擁有這兩項大權。權力來自於《六三法》。
台灣總督本已擁有“行政權”，如是軍人出身，又兼掌“軍事權”。再依「六三法」規定，總督也有“立法權”和“司法權”，緊急時更可臨時頒布命令，擁有律令制定權，使台灣總督除原先的民政、軍政大權外，更可自行制訂只通行台灣的律令，甚至可自由任免司法官人事。
在這種情況下，「六三法」奠定了台灣總督絕對權力的法律基礎，部份日本國會議員以其侵犯議會立法權為由，限其只能以實施三年為期限。
1899年日本當局以必須延長三年為理由，再以法律第七號延長；1902年，又再以法律第二十號延長三年。原本，日本政府聲明不再延長「六三法」，但1905年因日俄戰爭，兒玉總督擔任滿洲軍總參謀長而不在台灣，所以又以法律第四十二號延長到1906年12月底，一共維持了11年的效力（楊碧川 1997，164；張炎憲 1994，29），之後以三一法取代。但臺灣總督仍保有「律令制定權」。
臺灣在日本殖民統治時期，臺灣總督是日本在臺的最高決策者，臺灣總督府雖然受日本中央政府監督，但臺灣總督始終集行政、司法、立法三權於一身，甚至一度擁有軍事權（武官總督時期），他的命令就是法律（律令），大權在握、不受制約，被臺灣人稱為「土皇帝」。

## 帝國議會對該法案的爭論
在帝國議會中，六三法存在全權委託立法權帶來的問題（六三問題）。
首先，在六三法的立案過程中也成爲問題，作爲前提，大日本帝國憲法的效力是否波及到臺灣成爲了問題。
具體來說，如果想對憲法實施後取得的領土賦予該憲法的效力，是否需要另外的程序。如果日本天皇不經過程序就無法生效，那麼日本天皇就可以不受憲法的限制統治臺灣。當時，政府向帝國議會表示，既然是日本領土，臺灣也將受到憲法的效力，但法學家之間既有無法達到台灣的意見，也有根據規定進行區分的意見。
其次，按照當時政府的回答，憲法的效力將波及到臺灣，因此，把立法權全權委託給行政廳臺灣總督的做法是否違反憲法成爲了問題。具體來說，大日本帝國憲法第5條規定：天皇以帝國議會之協贊，行使立法權。在憲法上與行使立法權需要帝國議會參與的關係上產生了疑義，每次延長六三法的期限時，帝國議會都會問到這個問題。
另外，六三法並不排除在帝國議會的贊助下制定在臺灣也實行的法律（第5條規定以此爲前提，應該對臺灣實行的法律由敕令決定）。實際上，對於國家預算和官吏相關的事項等，不是根據臺灣總督的律令，而是根據法律或敕令進行立法。但六三法規定立法權屬於分屬，因此在臺灣國內法律與律令內容相牴觸時，引發了哪一方優先的問題。

## 註解
1. 1 2  羅吉甫. . 1992: 頁：87–88. 第二篇 產業開發基礎期 2.天羅地網治安策」「臺灣總督是日本在臺的最高決策者……臺灣人稱總督為土皇帝……總督府雖然受日本中央政府監督，但始終集行政、司法、立法三權於一身，甚至一度擁有軍事權（初期武官總督時期）。
在日本本國，立法是帝國議會的權力，而且只有天皇可以發布緊急命令代替法律。然而，在臺灣，總督卻名正言順的擁有這兩項大權。權力來自於〈六三法〉。」
2. ↑  如高野孟矩事件
3. ↑  純, 栗原. .   [2022-11-23]. （原始内容存档于2022-11-23）.